# 庀兄弟
庀兄弟（英語：The Beagle Boys）是一群由卡尔·巴克斯创造的虚构的漫画人物。他们是一群试图抢劫史高治·麦克老鸭（世界上最富的鸭子）的犯罪集团，他们在沃尔特·迪斯尼的漫画故事——“ Terror of the Beagle Boys”中首次出现，但在这个故事中他们并没有作为主角出现，他们仅仅出现于故事的末尾处，且没有对故事线有什么大的影响。他们于故事“Killmotor Hill”中第二次亮相，但他们依然作为配角出现。直到故事“Only a Poor Old Man”中，他们才第一次作为主角出现。

## 人物及其特点
庀兄弟的家族成员遍布世界各地，且数量繁多，长相相似。但经常出现的庀兄弟只有176-167、176-671、176-761与庀爷爷。
| 名字               | 胸前号码           | 特点 |
| Bigtime Beagle     | 167-671            | 他是庀兄弟集团的领导者，同时也是庀兄弟集团之中少数的一个十分聪明的人物。                                           |
| Burger Beagle      | 761-176 或 176-761 | 正如他的名字一样，他是一个十分贪吃的家伙。他最爱的食物是李子与蘸了冰淇淋或花生酱的披萨。                           |
| Bouncer Beagle     | 716-167            | 他出现的频率很低，值得一提的是：他的牙齿比其他的庀兄弟少一颗。                                                     |
| Baggy Beagle       | 617-716            | 他最大的特点是他的宽松衣服与他的愚蠢笑容，他很有可能是庀兄弟中第二聪明的人物。                                     |
| Bankjob Beagle     | 671-167            | 他是庀兄弟中最庞大最强壮的一个人物，但出现频率很低。                                                               |
| Bugle/Bebop Beagle | 671-761            | 他是庀兄弟中最另类的一个成员，经常身穿爵士礼服（这在庀兄弟集团中是大逆不道的行为），但出现频率极低，甚至没有台词。 |
| Babyface Beagle    | 176-167            | 正如他的名字一样，他是庀兄弟中最年轻的一个成员，有时他甚至会身穿婴儿服装。                                         |

## 64
“64”是庀兄弟的宠物狗，就像他的主人一样，他他穿着一件红色上衣，戴着绿帽，胸前标有数字64。庀兄弟经常带着“64”一起抢劫，在抢劫时它总是起到殿后与守卫的作用。然而“64”十分贪吃，每当它闻到食物的气味，他就会不顾一切地得到那个食物。